# Ruth Litzig

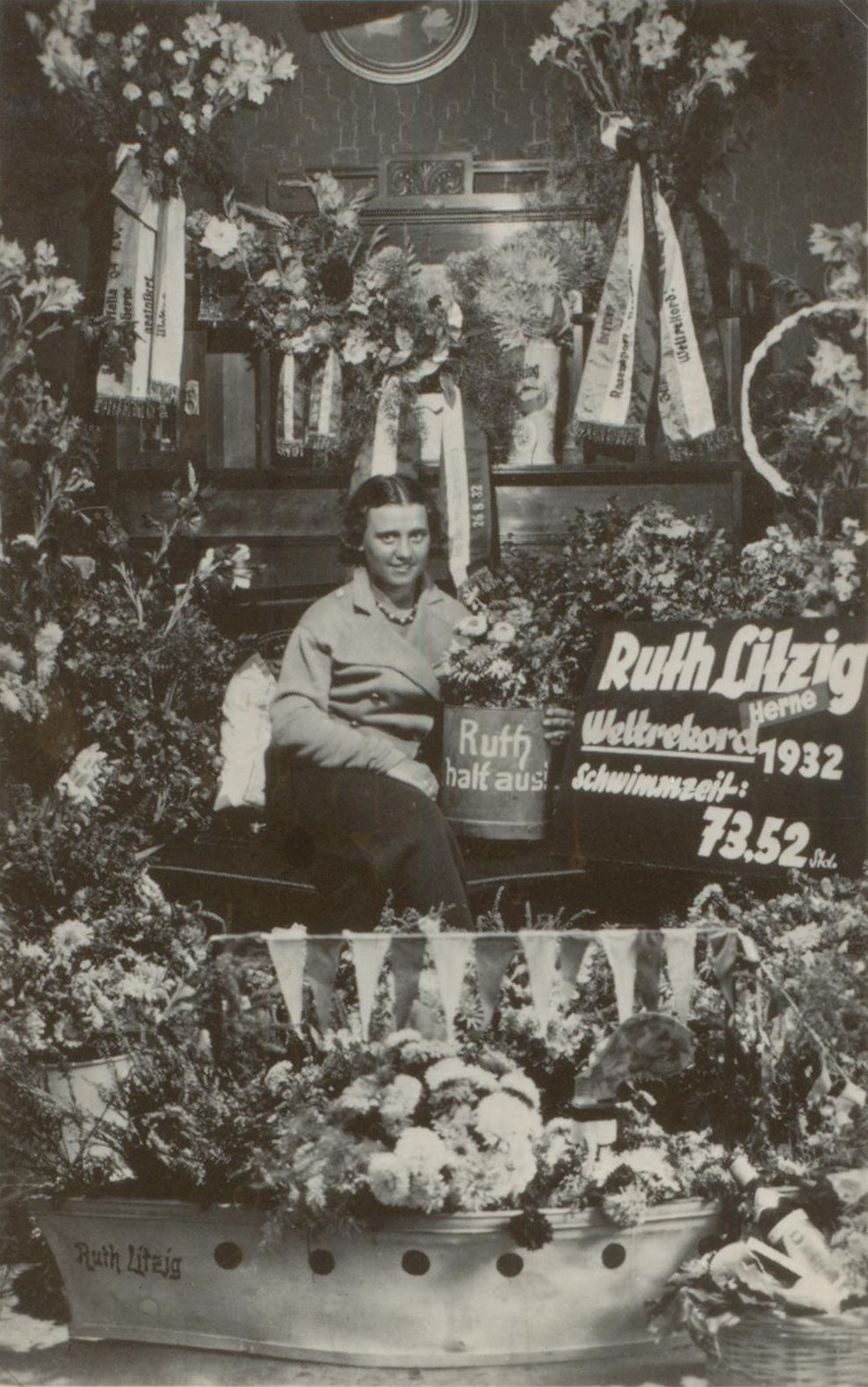
Ruth Litzig in einem Meer an Ehrungen nach ihrem Weltrekord im Dauerschwimmen im Jahre 1932
(Quelle: Stadtarchiv Herne)

Ruth Litzig (* 14. Juli 1914 in Herne; † 22. August 1933 in Essen) war eine deutsche Langstreckenschwimmerin und von 1932 bis 1933 Weltrekordhalterin im Dauerschwimmen.

## Leben
Litzig war mehrfache Herner Jugend-Stadtmeisterin im Brustschwimmen. Ihre Kindheit ab dem 8. Lebensjahr war jedoch alles andere als einfach. Ihr Vater, Adolf Litzig, wurde 1922 als Lehrer entlassen, weil ihm vorgeworfen wurde, sich an Schülerinnen vergangen zu haben. Seitdem lebte die Familie in schwierigen Verhältnissen. Ruth Litzigs Mutter Gertrud soll später einmal geäußert haben, dass das Elternhaus für die vier Kinder, von denen die einzige Schwester schon als Kind starb, „eine Hölle“ gewesen sein müsse.
Später trat der 20 Jahre ältere SA-Standartenführer Albert Heßler in ihr Leben und schien für sie die Rettung aus dem Elternhaus zu sein. Er wurde ihr Verlobter und Manager für die späteren Weltrekordversuche im Dauerschwimmen.

### Erster Weltrekord
Erste Bekanntheit erreichte Ruth Litzig, die als Sportlerin dem SC Wiking Herne angehörte, als sie am 23. August 1932 in den damaligen Stichkanal im Stadtteil Horsthausen ihrer Stadt stieg, um den Weltrekord der Neuseeländerin Katerina Nēhua von 1931 im Dauerschwimmen zu brechen, der bei 72 Stunden und 21 Minuten lag.
Der Stichkanal war ein Kanalstück zwischen der damaligen Strünkeder Straße, heute Bahnhofstraße, in Herne und der Zeche Friedrich der Große 3/4, über dessen ehemalige Trasse heute die Bundesautobahn 42 führt. Der Versuch war über drei Tage und drei Nächte angesetzt und zog über 50.000 Zuschauer in den Bann. Litzig schwamm in dem ruhigen Kanalstück hin und her und konnte nach 73 Stunden und 52 Minuten den Weltrekord im Dauerschwimmen ihr Eigen nennen. Damit überbot sie den Rekord von Katerina Nēhua um 1 Stunde und 31 Minuten.
In zeitgenössischen Presseberichten finden sich abweichende Angaben. Danach hatte Ruth Litzig am 26. August 1932 eine Zeit von 73 Stunden und 47 Minuten ununterbrochen im Wasser verbracht und damit den bisherigen Rekord der Engländerin Mercedes Gleitze (72 Stunden und 9 Minuten) um 1 Stunde und 38 Minuten überboten. Als Weltrekord anerkannt wurde schließlich eine Zeit von 63 Stunden und 51 Minuten.
Für ihren Weltrekordversuch musste Litzig allerdings später eine Strafe von 5 Reichsmark bezahlen, denn das Wasserbauamt Münster erteilte ihr wegen verbotswidrigen Schwimmens in dem Kanal einen Strafbefehl.

### Zweiter Weltrekord-Versuch
Bis zu ihrem zweiten Weltrekordversuch war die 18-Jährige trotz einer Sondersendung in der Westdeutschen Rundfunk AG und einem Auftritt beim Dortmunder Sechstagerennen in der deutschen Öffentlichkeit relativ unbekannt. Auch die Überreichung der Goldenen Stadtplakette der Stadt Herne vor über 700 geladenen Gästen im Saalbau Strickmann in Herne konnte nicht darüber hinwegtäuschen, dass ihr trotz Ruhm und Ehre ein besseres Leben versagt blieb.
Im August 1933 kündigte ihr Verlobter Albert Heßler öffentlich an, dass Litzig ihren eigenen Weltrekord durch ein „100-Stunden-Schwimmen“ im erst kurz zuvor aufgestauten Essener Baldeneysee brechen wolle. Sportlicher und finanzieller Erfolg sollten sich nun einstellen, da Heßler ein Festzelt mit Schankerlaubnis und Würstchenbuden aufbauen ließ. Eintrittskarten zu dem Event verkaufte er für 20 Pfennig pro Person. Hakenkreuzfahnen säumten den Ort des Geschehens. Am 17. August 1933 gab der eigens angereiste Herner Oberbürgermeister und NSDAP-Politiker Albert Meister den Startschuss zu dem Rekordversuch (um 11.28 Uhr). Während tagsüber die Schaulustigen das Spektakel beobachteten, begleitete nachts Marschmusik ihre Schwimmzüge. Doch am dritten Tag, dem Sonntag, 20. August, musste der Versuch des „100-Stunden-Schwimmens“ nach 78 Stunden und 42 Minuten vorzeitig abgebrochen werden (um 18.20 Uhr). Aus den Uhrzeitangaben der zeitgenössischen Presseberichte ergibt sich eine Zeit von 78 Stunden und 52 Minuten.

### Abbruch und Tod
Litzig wurde völlig erschöpft in Tüchern aus dem See gehoben und mit einem Auto ins Krankenhaus Huyssenstift transportiert. Ihr Zustand wurde als „besorgniserregend“ bezeichnet. Noch auf der Fahrt dorthin verlor sie das Bewusstsein, das sie bis zu ihrem Tod durch Herzstillstand am 22. August 1933 nicht wiedererlangte. Bis zum Eintritt des Todes konnte ihre Herztätigkeit nur durch Kampfer-Injektionen aufrechterhalten werden. Obwohl ein begleitender Arzt schon einen Tag vorher auf dem Abbruch des Weltrekordversuchs bestanden hatte, setzten sich ihr Verlobter Albert Heßler und ihre Mutter durch, die sich Ruhm versprachen und finanzielle Interessen an dem Gelingen des Events hatten.

„Ueber den Tod der deutschen Rekordschwimmerin Ruth Litzig werden nunmehr geradezu skandalöse Einzelheiten bekannt. Die Schwimmerin wurde gegen ihren Willen gezwungen, im Wasser auszuhalten, um den 100-Stunden-Rekord zu erreichen. Sie bat wiederholt, das Schwimmen abbrechen zu dürfen, weil sie es vor Kälte im Wasser nicht mehr aushalte. Ihre eigene Mutter gemeinsam mit den Nazisportkommissären zwangen sie weiterzuschwimmen. Um sie wachzuhalten, wurden am Ufer Pistolenschüsse abgefeuert und Handgranaten zur Explosion gebracht.“

„Ohne Erbarmen sah man zu, wie Ruth Litzig zu Tode gequält wurde.“

In der Presse wurde spekuliert, man habe Ruth Litzig „anregende Drogen“ verabreicht. Mitursächlich für den Tod soll auch die dicke Fettschicht gewesen sein, die man zur Wärmeisolation auf die Haut der Schwimmerin aufgetragen hatte. Dadurch wurde die Hautatmung behindert, was in Verbindung mit der Unterkühlung zu schweren Funktionsstörungen führte.
Der Tod der Schwimmerin veranlasste den Reichssportführer Hans von Tschammer und Osten zu einem Protest gegen solche Rekordveranstaltungen:

„Der Reichssportführer gibt in einer Erklärung seiner Entrüstung über den unverantwortlichen Leichtsinn und die Unsinnigkeit der auf Sensation bedachten und nur geschäftstüchtigen Veranstalter Ausdruck. Mit dem traurigen Unglücksfall haben derartige aus unsportlichem Geschäftsgeist geborene Rekordveranstaltungen ein für alle Mal ihr Ende gefunden. Der Reichssportkommissär überläßt es im übrigen den Behörden, die verantwortlichen Veranstalter zur Rechenschaft zu ziehen.“

Am 26. August 1933 wurde Ruth Litzig unter großer Anteilnahme der Bevölkerung auf dem Friedhof an der Wiescherstraße in Herne beigesetzt. Den Ruhm, erneut mit 78 Stunden und 42 Minuten Dauerschwimmen einen neuen Weltrekord aufgestellt zu haben, erlebte Ruth Litzig nicht mehr. Ein Ermittlungsverfahren gegen ihre Mutter und Heßler wurde eingestellt.

## Brechung ihres Rekords
Bereits am 26. Oktober 1933 wurde Ruth Litzigs Weltrekord überboten. Profulla Ghose, ein junger Mann aus dem damaligen Bengalen, soll in der Nähe von Kalkutta mit 79 Stunden und 24 Minuten ihren Weltrekord gebrochen haben. Im Jahr 2001 reklamierte der Slowene Martin Strel mit 84 Stunden und 10 Minuten den Rekord inoffiziell für sich.